# François Watteau
Pour les articles homonymes, voir Watteau (homonymie).
François Louis Joseph Watteau, dit Watteau de Lille (comme son père Louis Joseph Watteau), né le 18 août 1758 à Valenciennes, et mort à Lille le 1er décembre 1823, est un peintre français.

## Biographie
François Watteau est le fils de Louis Joseph Watteau et le petit-fils de Noël Joseph Watteau (1689-1756), frère de Jean-Antoine Watteau. C'est donc le petit-neveu du peintre des fêtes galantes.
Formé par son père à Lille, puis à Paris auprès de Louis Jean-Jacques Durameau et à l'Académie royale de peinture de 1775 à 1782, il fournit des dessins à la Galerie des modes et costumes français avant de revenir à Lille. En 1802, il présente deux Batailles d'Alexandre au Salon de Paris qui ne rencontrent pas la faveur de la critique. À partir de 1806, il ne peint plus, mais continue à dessiner pour produire une œuvre graphique considérable. 
Professeur à l'école de dessin de Lille, puis professeur à partir de 1796 à l'École centrale du Nord à Lille dans l'ancien couvent des Récollets, rue des Arts, il a aussi été conservateur adjoint du musée des beaux-arts de Lille de 1808 à 1823.
Peu fourni, son œuvre peint est très diversifié et couvre des sujets aussi divers que les scènes d'actualité, les scènes militaires, les scènes religieuses et les portraits.

## Œuvres dans les collections publiques
En France
- Lille, musée de l'Hospice Comtesse :
  - La Braderie, 1799-1800, huile sur toile ;
  - La Procession de Lille, 1801, huile sur toile ;
  - La Fête du Broquelet, vers 1803, huile sur toile ;
- Lille, palais des beaux-arts :
  - La Mort de Socrate, 1780, huile sur toile ;
  - Une Fête au Colisée, vers 1789, huile sur toile ;
  - La Défaite de Porus par Alexandre, 1802, huile sur toile ;
  - La Défaite de Darius par Alexandre, , 1802, huile sur toile ;
- Valenciennes, musée des beaux-arts :
  - La Tempête, huile sur toile ;
  - La Bataille des pyramides, 1798-1799, huile sur toile ;
  - Le Siège de Beauvais en 1472, 1799, huile sur toile ;

En Pologne
- Varsovie, Palais de Wilanów : , Assemblée dans un parc, huile sur toile.

## Galerie

Œuvres de François Watteau
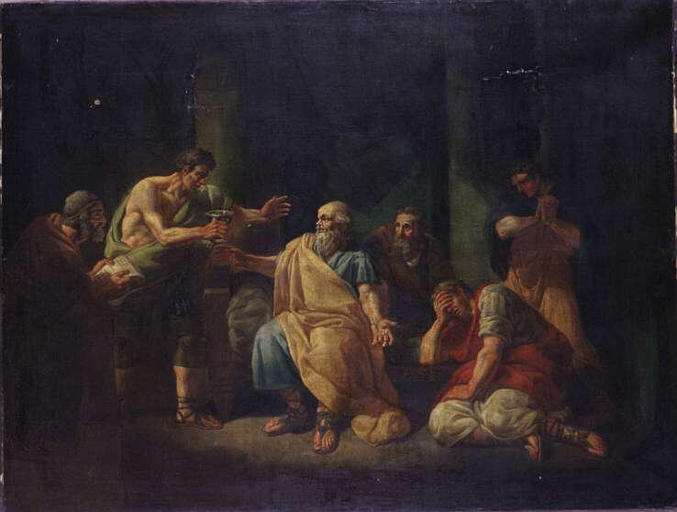
La Mort de Socrate (1780), , palais des beaux-arts de Lille.
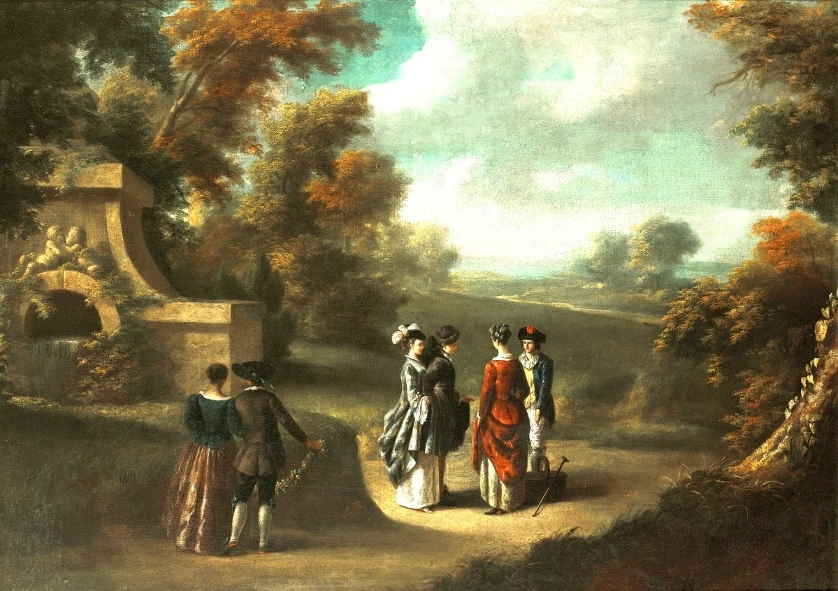
Assemblée dans un parc, Varsovie, Palais de Wilanów.
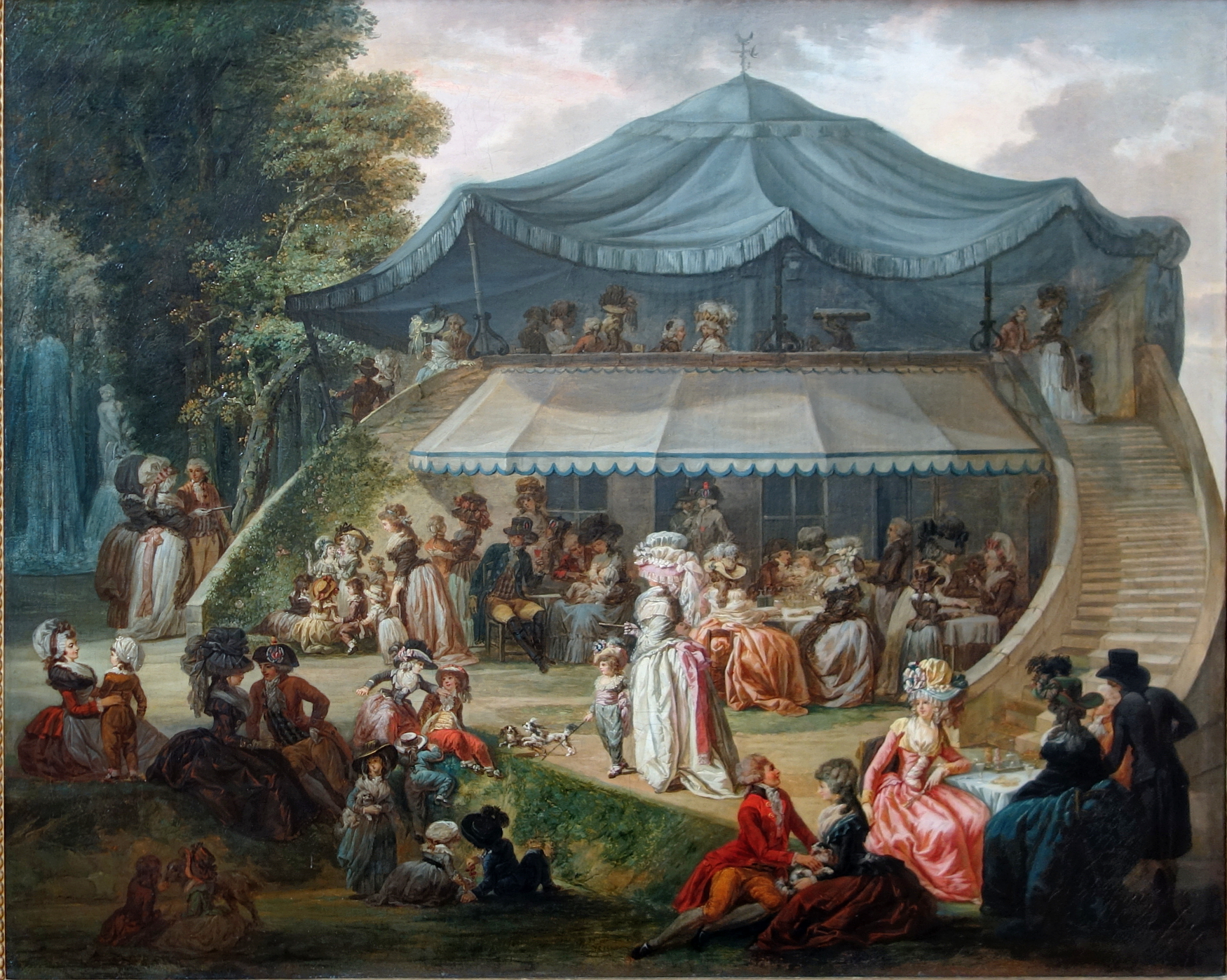
Une Fête au Colisée (vers 1789), palais des beaux-arts de Lille.
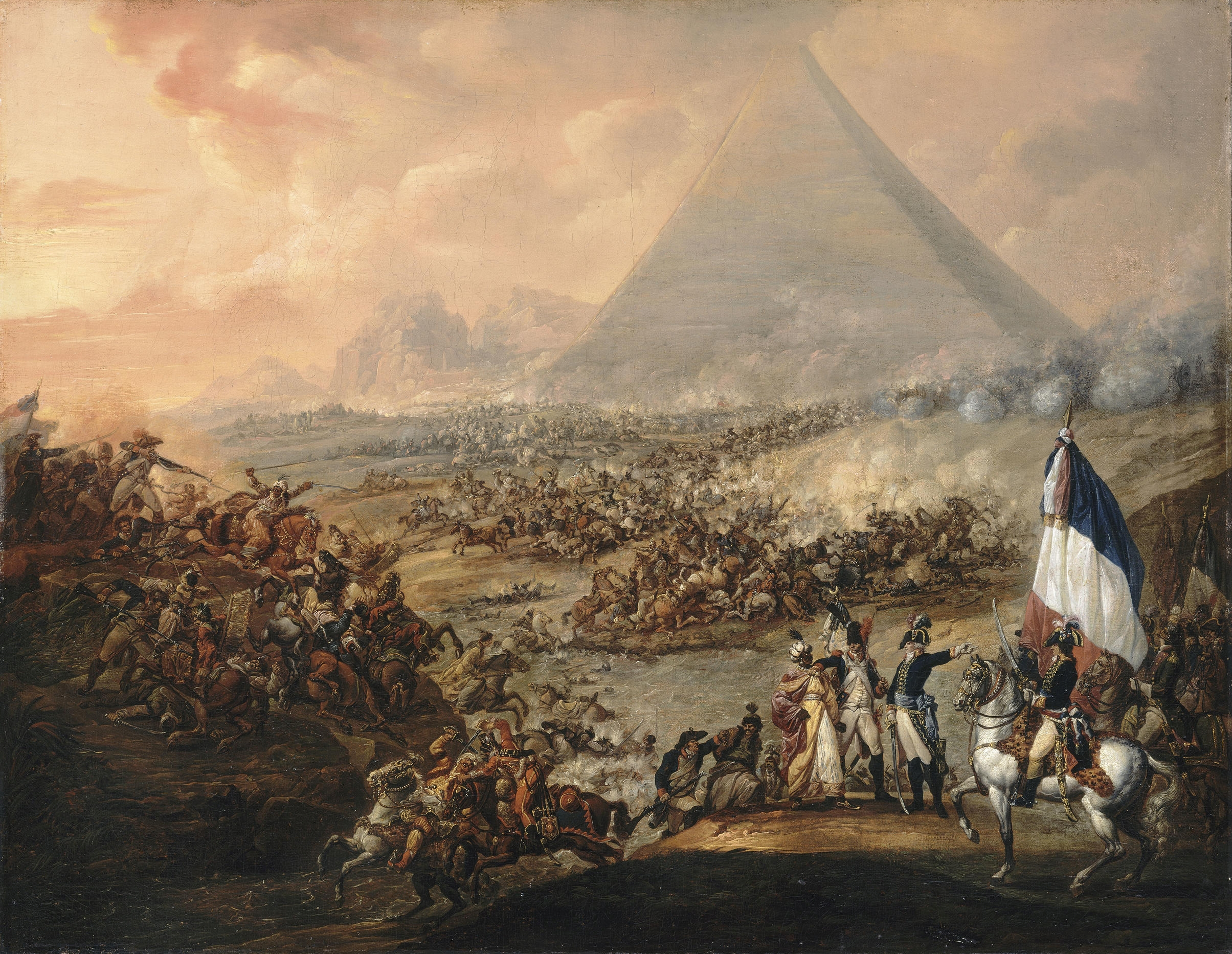
La Bataille des pyramides (1798-1799), musée des beaux-arts de Valenciennes.
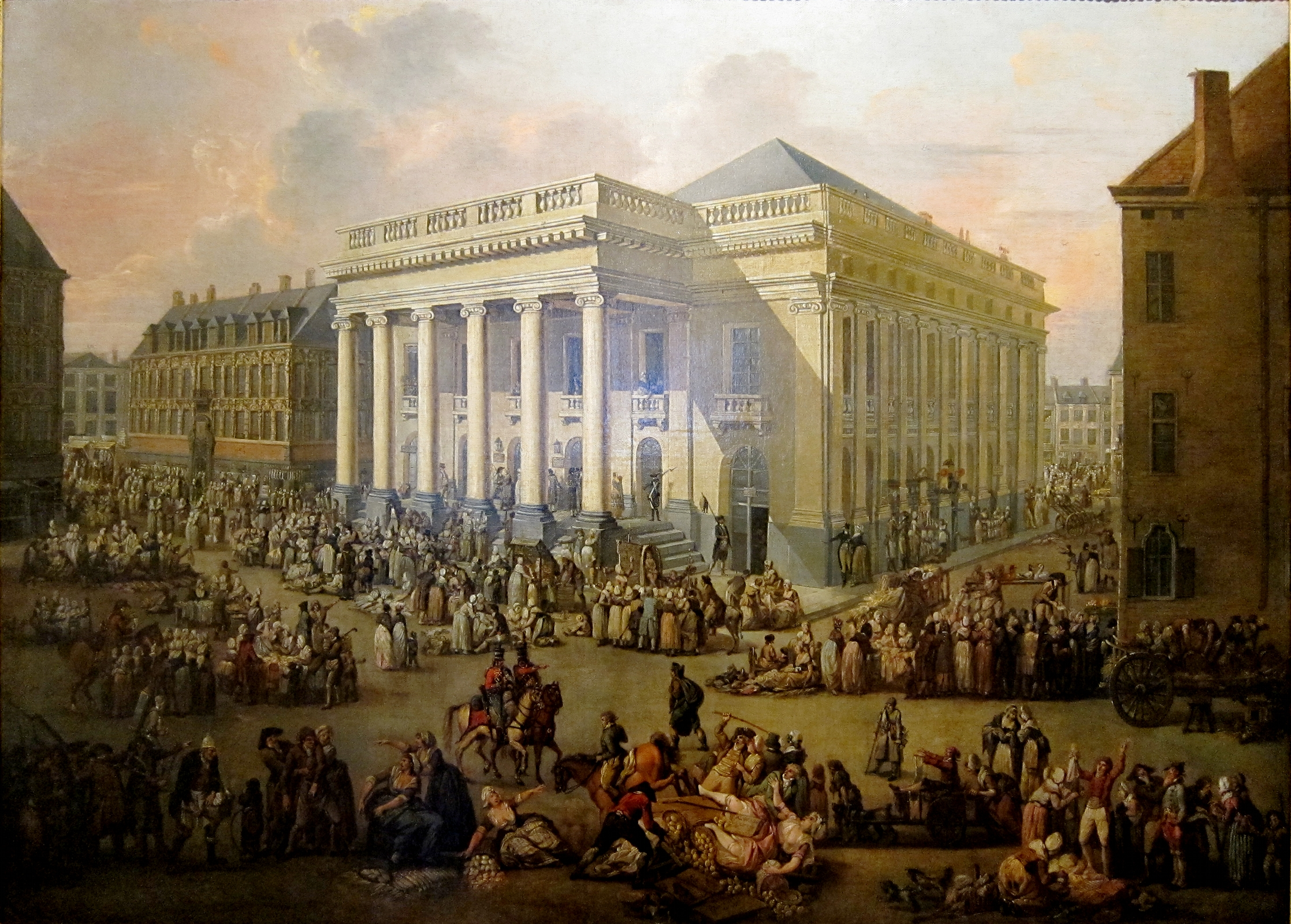
La Braderie (1799-1800), Lille, musée de l'Hospice Comtesse.